# Górki (Karczmiska)
Pour les articles homonymes, voir Górki.
Górki (prononciation [ˈɡurki) est un village de la gmina de Karczmiska du powiat d'Opole Lubelskie dans la voïvodie de Lublin, située dans l'est de la Pologne.
Il se situe à environ 2 kilomètres au sud de Karczmiska (siège de la gmina), 8 kilomètres au nord d'Opole Lubelskie (siège du powiat) et 42 kilomètres à l'ouest de Lublin (capitale de la voïvodie).

## Histoire
De 1975 à 1998, la ville est attachée administrativement à l'ancienne Lublin.

Depuis 1999, elle fait partie de la nouvelle voïvodie de Lublin.